# Xiaoguan (köping i Kina, Henan)
Xiaoguan (kinesiska: 小关, 小关镇) är en köping i Kina. Den ligger i provinsen Henan, i den centrala delen av landet, omkring 46 kilometer väster om provinshuvudstaden Zhengzhou. Antalet invånare är 31 814. Befolkningen består av 15 917 kvinnor och 15 897 män. Barn under 15 år utgör 14,0 %, vuxna 15-64 år 74 %, och äldre över 65 år 10,0 %.
Genomsnittlig årsnederbörd är 617 millimeter. Den regnigaste månaden är juli, med i genomsnitt 126 mm nederbörd, och den torraste är december, med 4 mm nederbörd.